# Legio VIII Augusta
VIII Легіо́н А́вгуста (лат. LEGIO VIII AUGUSTA — римський легіон, що існував у період між 59 до н. е. до початку V століття.

## Історія легіону
Legio VIII Augusta був сформований у I столітті до н. е. Августом з ветеранів VIII легіону Цезаря. Він отримав почесний титул «Augusta». Неясно, де базувався легіон між 27 до н. е. і 14 роком н. е.. Два написи, знайдені у Тунісі можуть свідчити про перебування легіону у Північній Африці у той час.
У 14 році н. е. легіон був перебазований до Петовіону у Паннонії (сучасний Птуй) і увійшов до складу римської армії на Балканах. Можливо, що частина легіону брала участь у вторгненні до Британії при Клавдії у 42 році, однак прямих доказів цього немає.
У 44-69 роках легіон базувався у Нови (Болгарія). За Нерона Legio VIII Augusta отримав титул «BIS AUGUSTA» за участь у військових діях проти даків або сарматів у 45р. Після смерті Нерона легіон відмовився від цього титулу. У розпочатій громадянській війни легіон підтримав Отона і вислав загін з 2000 чоловік до Італії (точно так як це зробили VII і III легіони). Але ще до того як загін досяг Італії, Отон був розбитий Вітеллієм. Тоді дунайські легіони проголосували разом зі східними легіонами за Веспасіана. У вирішальній битві під Кремоною армія Веспасіана розбила армію Вітеллія (69 рік).
Громадянська війна і відсутність великих військових частин на нижньому Рейні послужили поштовхом до повстання німецьких племен проти Риму. Після перемоги в Італії Веспасіан негайно перекинув свої легіони до Німеччини для придушення повстання. Після відновлення влади Риму у цьому регіоні (70 рік) Legio VIII Augusta був перебазований на свою нову стоянку в Аргенторат (суч. Страсбург), де легіон залишався до самого кінця Римської імперії. Окремі загони легіону у другій половині I століття для попередження повстань в прикордонній смузі базувалися також у таборі Mirbeau (Бургундія).
у 74 році Legio VIII AUGUSTA під командуванням Пінара Клеменса будував дорогу через долину річки Кінціг, для того щоб скоротити шлях з Augusta Vindelicorum (суч. Аугсбург) до Реції в Могонтіаку (сучасний Майнц) у Верхній Німеччині. Це стало початком окупації південно-західної Німеччини (суч. Баден-Вюртемберг). Були побудовані військові табори, які контролювали шлях між Рейном і Дунаєм, поряд з ними виросли цивільні поселення.
Можливо Legio VIII AUGUSTA брав участь у кампанії Доміціана проти хаттів у 83—84 роках та 88—89 роках. Могильний камінь Гая Валерія Кріспа, знайдений біля Вісбадена, може бути свідченням участі легіону у цій кампанії. Крисп помер під час цієї кампанії і був похований біля Вісбадена.
Невідомо, кого підтримав легіон під час заколоту Сатурніна у 89 р., але для придушення заколоту Доміціан його не задіяв , а викликав з Іспанії лояльний Legio VII.
Протягом тривалого часу Legio VIII AUGUSTA виконував, в основному, оборонні функції. Навряд чи він брав участь будь-яких військових кампаніях імператорського Риму. У цей час загони легіону займалися в основному будівництвом на новій території Декуматські поля (південно-західна Німеччина), а також у Галлії і Далмації. Легіон будував прикордонні вали і допоміжні форти. Однак, легіонери були також залучені і до цивільного будівництва. Ними були побудовані 28 кілометровий акведук, для постачання водою Аргентората, громадські лазні у Галлії і Далмації.
Легіон випускав власну керамічну продукцію, яка використовувалася на базі легіону в Аргенторате (Страсбург). Крім того, особовий склад легіону працював на каменоломнях у Галлії. Ще одним завданням легіону був контроль за судноплавством по Рейну. У 130 році командир легіону отримав титул Pater Rhenus (батько Рейну (титул)).
Штаб-квартира легіону — фортеця Аргенторат, була побудована VIII легіоном на місці колишньої табору II легіону, сильно постраждалого у результаті військових дій 69 року. Старий табір, ймовірно, являв собою дерев'яно-земляне укріплення, в той час як нова фортеця була споруджена з каменю. Фортеця мала розмір 530x375 метрів. У середні віки фортеця стала центром міста. Сучасна вулиця «Rue du Dome» збігається з римською «Via principalis», а сучасна «Rue des Hellebardes» збігається з римською «Via praetoria». У II—III століттях фортечні стіни були значно посилені. У деяких місцях були побудовані подвійні стіни. Тепер вони досягли 9 метрів висоти і 3.4-3.6 метра товщини. Крім того, стіни були посилені напівкруглими вежами.
Невеликі підрозділи LEGIO VIII AUGUSTA несли службу як бенефіціарії на різних постах. Вони займалися контролем руху дорогами, збором податків, виконували поліцейські функції. Після двох років служби, перед поверненням на базу легіону, вони зазвичай присвячували вівтарі яким-небудь богам. У Остербуркені (земля Баден-Вюртемберг) було знайдено велику кількість таких вівтарів. Деякі з них були встановлені легіонерами VIII легіону.
У Гейдельберзі один з командирів бенефіціаріїв Гай Верей Клемент присвятив вівтар і колону Юпітеру. Судячи з усього, Клемент очолював сторожовий пост на мосту через річку Неккар. Легіонери Legio VIII Augusta також служили у гарнізоні бенефіціаріїв у Ягстхаузені на римській оборонній лінії.
На початку Верхньонімецької оборонної лінії протікає невелика річка Вінкстбах, що розділяла провінції Верхня Германія і Нижня Германія. У 1810 році тут були знайдені два вівтарі. Один з них був споруджений солдатами ХХХ легіону з Вітери (суч. Ксантен), інший споруджений Тертінієм Севером, бенефіціарієм  Legio VIII Augusta. На цьому вівтарі присутнє зменшене зображення штандарта бенефіціаріїв.
Ще один вівтар бенефіціаріїв був знайдений в Обернбурзі на Майні. Коли Legio XI CPF залишив свою штаб-квартиру у Віндоніссі (суч. Віндіш, Швейцарія), легіонери Legio VIII і Legio XXII все ще продовжували перебувати там як бенефіціарії.
У Віндіші була знайдена металева частина щита, який належав солдату VIII легіону. Аналогічний щит (набагато краще зберігся) був знайдений в Англії на річці Тін.
При імператорі Адріані окремі загони легіону були послані в Британію (між 119 і 130 роками), Але не для військових цілей. Вони брали участь у будівництві стіни Адріана.
У 186—213 роках легіон носив титул «pia fidelis constans commoda», який був присвоєний за лояльність легіону до імператора Коммода під час заколоту Матерна. Після смерті Коммода легіон відмовився від цього титулу.
На початку III ст. довгий період миру закінчився. При Септімпії Севері легіон ймовірно брав участь у парфянській кампанії. У 233 році легіон брав участь у східній кампанії Олександра Севера. Відсутність великих римських сил на німецькому кордоні дозволило Алеманам вторгнутися до південно-східної Німеччини. Всі римські війська були зібрані у Майнці для оборони. Хоча історичні свідчення відсутні, практично напевно LEGIO VIII AUGUSTA був частиною цієї армії.
Після того як алемани захопили Декуматські поля у 250-60 роках, Легіон став римською прикордонною військовою одиницею. У складі великої мобільної армії, легіон брав участь у боях проти германців на Рейні та Дунаї.
Протягом тривалого періоду часу 270—371 роках не існує жодних згадок про легіон. Але напис з Zurzach (Швейцарія), що датується 371 роком, згадує «LEGIO OCTA ANENSIUM».
У 5 столітті легіон згадується в Notitia Dignitatum як «OCTAVANI», будучи частиною Палатінських легіонів. Легіон розташовувався в Італії і захищав Рим у 401 році Подальша доля легіону невідома.